# Le Cabanial
Le Cabanial är en kommun i departementet Haute-Garonne i regionen Occitanien i södra Frankrike. Kommunen ligger i kantonen Caraman som tillhör arrondissementet Toulouse. År 2022 hade Le Cabanial 468 invånare.

## Befolkningsutveckling
Antalet invånare i kommunen Le Cabanial
Referens:INSEE